# Всемирный день стандартов
Всемирный день стандартов или Всемирный день стандартизации (англ. World Standards Day) — международная дата, призванная обратить внимание людей на важность связанных с созданием единых стандартов действий и отдать заслуженную дань уважения совместным усилиям десятков тысяч специалистов, посвящающих свою жизнь и профессиональное мастерство ответственной и необходимой работе. «День стандартов» отмечается по всему миру ежегодно, 14 октября.

## История и празднование «всемирного дня стандартов»
Дата для проведения «всемирного дня стандартов» выбрана не случайно, ибо именно в этот день, 14 октября 1936 года в столице Великобритании городе Лондоне открылась конференция национальных организаций по стандартизации. На конференции присутствовали 65 делегатов из 25 стран мира, включая и Союз Советских Социалистических Республик. Главным событием этой конференции, по праву можно назвать создание Международной организации по стандартизации (англ. International Organization for Standardization, ISO). В настоящее время, членами ISO являются национальные организации по стандартизации 164 стран. Российскую Федерацию представляет Федеральное агентство по техническому регулированию и метрологии в качестве полноправного члена ISO.
В 1970 году Президент ISO Фарук Сунтер из Турции предложил праздновать Всемирный день стандартов ежегодно, чтобы подчеркнуть важность стандартизации для всех экономик мира. Выбор даты пал на день образования «Международной организации по стандартизации».
Каждый год праздники проходят под определённым девизом:
- 1998 год — «Стандарты и повседневная жизнь»[3]
- 1999 год — «Строительство по стандартам»[4]
- 2000 год — «Международные стандарты для мира и процветания»[5]
- 2001 год — «Окружающая среда и стандарты: крепнущее единство»[6]
- 2002 год — «Один стандарт, одно испытание, признаваемые повсюду»[7]
- 2003 год — «Глобальные стандарты для глобального информационного общества»[8]
- 2004 год — «Стандарты соединяют мир»[9]
- 2005 год — «Стандарты для более безопасного мира»[10]
- 2006 год — «Стандарты: большие выгоды для малого бизнеса»[11]
- 2007 год — «Стандарты и граждане: вклад в развитие общества»[12]
- 2008 год — «Интеллектуальные и устойчивые здания»[13]
- 2009 год — «Решение проблем изменения климата посредством стандартов»[14]
- 2010 год — «Благодаря стандартам мир становится доступным для всех»
- 2011 год — «Международный стандарт — создание доверия на глобальном уровне»[15]
- 2012 год — «Меньше потерь — лучше результаты. Стандарты повышают эффективность»
- 2013 год — «Международные стандарты обеспечивают прогресс»[16]
- 2014 год — «Стандарты обеспечивают равные шансы на успех»[17]
- 2015 год — «Стандарты — это язык, на котором говорит весь мир»[18]
- 2016 год — «Стандарты создают доверие»[19]